# Тихий двобій (фільм)
«Тихий двобій» (яп. 静かなる決闘, сідзуканару кетто, Shizukanaru Ketto) , також відомий як «Тиха дуель», «Мовчазний поєдинок», «Таємна дуель» — японський чорно-білий фільм-драма 1949 року, поставлений режисером Акірою Куросавою за п'єсою Кадзуо Кікуті з Тосіро Міфуне, який грає роль військового хірурга, який заразившись сифілісом під час операції пораненого сифілітика, вважає за неможливе вилікуватися від своєї хвороби та приймає рішення навіки розлучитися з коханою нареченою.

## Сюжет
Під час війни молодий лікар Кедзі Фудзісакі (Тосіро Міфуне) випадково заразився сифілісом, порізавшись під час операції. Через декілька років він повертається додому, успішно працює в невеликій клініці свого батька та завойовує репутацію благородної і доброї людини, проте, без видимих причин відмовляється одружитися з дівчиною, яка чекала його шість років (Мікі Сандзьо). Він приховує свою хворобу й таємно лікується, розуміючи, що якщо він зізнається в усьому своїй нареченій, Місао пообіцяє чекати як завгодно довго, а лікування може тривати понад п'ять років. Місао вже виповнилося двадцять сім, тому Кедзі, не бажаючи «нівечити їй життя», змушує Місао вийти заміж за іншого.
Одного разу Кедзі випадково зустрічає Сусуму Накаду (Кендзіро Уемура) — людину, яка заразила його сифілісом. Лікар із жахом дізнається, що Накада наплювацьки ставиться до лікування та нехтує небезпекою, яку представляє для навколишніх людей; більше того, дружина Накади, Такіко, вагітна. Очевидно, вона також заражена сифілісом. Коли Такіко, дізнавшись про те, що сталося і побачивши, що чоловік ні в чому себе не винить, йде від Накади, той звинувачує Кедзі в руйнуванні сім'ї. Проте хвороба діє на його мозок, тому Накада божеволіє. Такіко народжує мертву дитину.

## У ролях
| • Тосіро Міфуне  | … | Кьодзі Фудзісакі         |
| • Такасі Сімура  | … | лікар Коносуке Фудзісакі |
| • Мікі Сандзьо   | … | Місао Мацумото           |
| • Тіеко Накакіта | … | Такіко Накада            |
| • Норіко Сенгоку | … | Руї Мінегусі             |
| • Хіроко Матіда  | … | медсестра Імаї           |

## Знімальна група
- Автори сценарію — Акіра Куросава, Сенкічи Танігуті за п'єсою Кадзуо Кікуті
- Режисер-постановник — Акіра Куросава
- Продюсери — Хісао Ічикава, Сьодзіро Мотокі
- Оператор — Соїті Айсака
- Композитор — Акіра Іфукубе
- Артдиректор — Койті Імаї
- Монтаж — Масанорі Цудзі
- Звук — Міцуо Насегава

## Історія створення
«Тихий поєдинок» — єдиний фільм Куросави, поставлений за сучасною японською п'єсою авторства Кадзуо Кікути). За словами Куросави, він побачив її в театрі та вирішив, що «вона хороша для Міфуне. Він побував гангстером, а тепер може стати лікарем». Первинний задум режисера припускав, що головний герой божеволіє від сифілісу. Але коли Куросава послав сценарій на цензуру, йому було заявлено, що він може «злякати хворих сифілісом, і вони перестануть звертатися за медичною допомогою». Тоді Куросава відмовився від задуманого фіналу і «вирішив ввести лінію трагічного кохання».
Сучасна п'єса для написання сценарію була обрана тому, що Куросава ставив фільм не на великій студії Toho, а на студії Daiei, тому фільм потребував додаткової реклами перед виходом у прокат.

## Визнання
| Нагороди та номінації фільму «Тихий двобій» | Нагороди та номінації фільму «Тихий двобій» | Нагороди та номінації фільму «Тихий двобій» | Нагороди та номінації фільму «Тихий двобій» | Нагороди та номінації фільму «Тихий двобій» | Нагороди та номінації фільму «Тихий двобій» |
| Рік                                         | Кінофестиваль/кінопремія                    | Категорія/нагорода                          | Номінант                                    | Результат                                   |                                             |
| ------------------------------------------- | ------------------------------------------- | ------------------------------------------- | ------------------------------------------- | ------------------------------------------- | ------------------------------------------- |
| 1950                                        | Премія Майніті                              | Найкращий актор                             | Такасі Сімура                               | Перемога                                    |                                             |

## Додаткові факти про фільм
- У 1950 році Такасі Сімура отримав премію «Майніті» як найкращий актор за ролі у фільмі «Тихий поєдинок» та в іншій стрічці Куросави — «Безпритульний пес».